# Stångenäs landskommun
Stångenäs landskommun var en tidigare kommun i dåvarande Göteborgs och Bohus län.

## Administrativ historik
Den bildades som storkommun vid kommunreformen 1952 genom sammanläggning av de tidigare kommunerna Brastad och Bro. Namnet togs från Stångenäs härad, i vilket de båda tidigare enheterna, jämte Lyse landskommun, ingick.
Kommunen upphörde med utgången av år 1970, varefter dess område uppgick i Lysekils kommun.

### Kyrklig tillhörighet
I kyrkligt hänseende tillhörde kommunen Brastads församling och Bro församling.

## Geografi
Stångenäs landskommun omfattade den 1 januari 1952 en areal av 127,45 km², varav 126,72 km² land.

### Tätorter i kommunen 1960
| Tätort  | Folkmängd |
| ------- | --------- |
| Brastad | 795       |
| Rixö    | 542       |

Tätortsgraden i kommunen var den 1 november 1960 30,7 procent.

## Politik

### Mandatfördelning i valen 1950–66
| 20 | 4 | 5 | 6 |

| 32 |

| 20 | 4 | 5 | 6 |

| 33 |

| 20 | 5 | 4 | 6 |

| 29 | 6 |

| 22 | 4 | 4 | 5 |

| 29 | 6 |

| 19 | 6 | 5 | 5 |

| 31 |